# Skigebiete im südlichen Afrika
Zu den Skigebieten im südlichen Afrika gehören zwei ausgebaute Wintersportgebiete in den Drakensbergen im Grenzgebiet von Südafrika und Lesotho und ein weiteres, nicht ausgebautes Gebiet in Lesotho, die im Südwinter etwa von Juni bis August genutzt werden. Hinzu kommt ein weiteres Skigebiet in Südafrika. In Namibia wird auf hohen Dünen Sandskiing betrieben.

## Südafrika

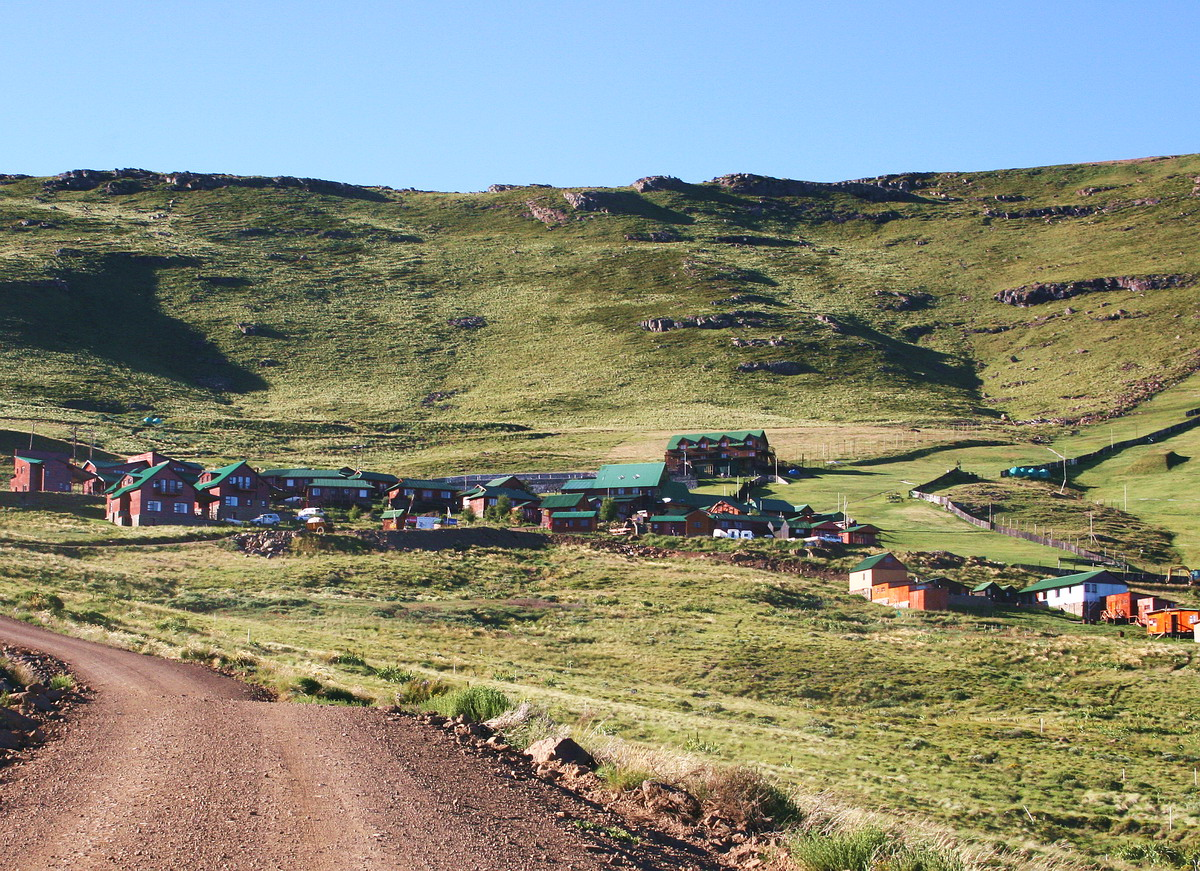
Tiffindell im Sommer

Tiffindell (30° 39′ 11″ S, 27° 55′ 31″ O) liegt unmittelbar südlich der Grenze zu Lesotho in der südafrikanischen Provinz Ostkap. Es ist das erste Wintersportresort in Südafrika; es wurde 1993 gegründet und liegt auf einer Höhe von 2720 Metern am Südhang des 3001 Meter hohen Ben Macdhui (häufig auch Ben McDhui). Neben zwei Skipisten (1300 Meter) auf 2,3 Hektar Fläche und einem Schlepplift befinden sich im Resort Unterkünfte für 148 Personen. Die Schneesaison dauert rund 100 Tage. Die Schneedecke wird teilweise durch Schneekanonen gebildet. Alle Pisten gehören zur Kategorie „leicht“. In Tiffindell wurden bis 2009 und seit 2012 die jährlich stattfindenden Südafrikanischen Meisterschaften im Skifahren und Snowboarden ausgetragen. Im Jahr 2010 war der Resortbetreiber insolvent; das Resort wurde geschlossen. Am 12. Juli 2012 wurde es für 5,5 Millionen Rand verkauft und 2013 wiedereröffnet. Im Jahr 2014 fand in Tiffindell das erste FIS-Skirennen auf dem afrikanischen Kontinent statt.
Matroosberg (33° 22′ 55″ S, 19° 40′ 3″ O) ist das offizielle Skigebiet des südafrikanischen Skiclubs The Ski Club South Africa. Es liegt am Matroosberg auf bis zu 2132 Meter Höhe. Insgesamt stehen zwei Kilometer Pisten sowie zwei Schlepplifte zur Verfügung.

## Lesotho

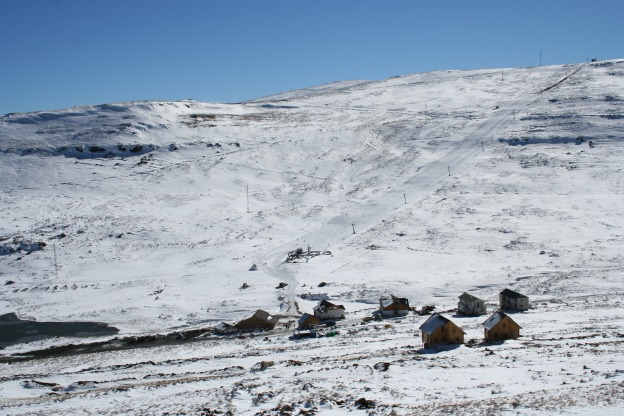
Skigebiet Afri-Ski in Lesotho

Afri-Ski liegt im Nordosten Lesothos im Butha-Buthe-Distrikt. Es ist das modernste und größte Wintersportresort im südlichen Afrika und liegt auf rund 3030 Metern in den Maloti-Bergen. Das Skigebiet bietet zwei Pisten mit jeweils einem Skilift sowie einen Schneepark für Snowboarder. Schneekanonen unterstützen die Schneebildung. Im Resort befinden sich unterschiedliche Unterkünfte für 350 Personen. 2010 fanden hier die Südafrikanischen Meisterschaften im Skifahren und Snowboarden statt.
Bereits ab den frühen 1970er Jahren gab es an der Stelle des heutigen Afri-Ski eine Skipiste mit Skilift, in der Nähe lag das Club Maluti Ski Chalet. Auch gab es damals schon eine kleine Schneekanone. Die meisten Wintersportler wurden in der 13 Kilometer westlich gelegenen New Oxbow Lodge versorgt.
Mit Sani-Top liegt ein weiteres Skigebiet westlich des Sani-Passes im Mokhotlong-Distrikt. Besucher können im Sani Top Mountaineers’ Chalet übernachten, das im Stil alpiner Berghütten gebaut ist. Auf einem zugefrorenen See kann auch Schlittschuh gelaufen werden. Es gibt dort jedoch keine Einrichtungen wie Liftanlagen und markierte Pisten.

## Namibia
Ski-Namibia liegt bei Swakopmund in Namibia. Hier wird auf Dünenpisten in der Wüste Namib Sandskiing betrieben. Am 31. Mai 2010 wurde hier der Geschwindigkeitsrekord im Sandskifahren aufgestellt.